# Branko Okmaca
Branko Okmaca (7. listopada 1963.) hrvatski skladatelj, dirigent i glazbeni teoretičar. Osim što se aktivno bavi kompozicijom i dirigiranjem, trenutno predaje na odsjeku glazbene pedagogije Muzičke akademije u Puli.

## Životopis
Osnovnu i srednju glazbenu školu završio je u rodnom gradu, a diplomirao je glazbenu teoriju na Muzičkoj akademiji u Zagrebu (1989.), pohađajući kolegij kompozicije kod prof. Stanka Horvata, a dirigiranje kod prof. Vladimira Kranjčevića.
Za vrijeme studija ističe se njegov interes za zborsko muziciranje. Tako se, osim u pjevački zbor Akademije, uključuje i u mješoviti zbor Ivan Goran Kovačić, u kojem povremeno i korepetira. Tako nadopunjava svoje znanje iz zborskog pjevanja i dirigiranja. I nakon završetka studija zborovi ostaju njegova preokupacije – ne samo što dirigira i vodi razne zborove, već i određeni dio njegovog skladateljskog opusa čine upravo zborovi.
Već kao student predaje klavir, solfeggio i korepeticiju na Školi za balet, ples i ritmiku u Zagrebu. Nakon završenog studija zapošljava se kao profesor teorijskih glazbenih predmeta na glazbenoj školi Ivana Matetića Ronjgova u Puli na kojoj predaje različite predmete – solfeggio, harmoniju, polifoniju, dirigiranje, poznavanje glazbala itd., a na istoj školi vodi i istoimeni djevojački pjevački zbor.
Sa spomenutim zborom sudjeluje na Danima duhovne glazbe u Splitu, na susretu pjevačkih zborova Naš kanat je lip u Poreču, Matetićevim danima u Rijeci i mnogim drugim manifestacijama, uključujući nastupe u inozemstvu (Njemačka, Italija).
Od 1992. do 1995. dirigent je prvog istarskog mješovitog pjevačkog zbora Matko Brajša Rašan s kojim također ostvaruje velik broj nastupa u zemlji i u inozemstvu (Nizozemska, Ukrajina, Italija). Osim toga, od 1995. do 1997. dirigent je orkestra Istarskog narodnog kazališta u Puli, a usto je i aktualni dirigent Puhačkog orkestra grada Pule (vidi sliku). Od 2002. do 2008. godine djeluje kao orguljaš i zborovođa Katedralnog mješovitog pjevačkog zbora Laudate Dominum u Puli.
Nekoliko godina bio je član stručnog povjerenstva susreta pjevačkih zborova Naš kanat je lip u Poreču, a isto tako bio je i član prosudbenog suda na natječajima za nove skladbe u sklopu iste manifestacije. Osim toga godinama je bio i član programskog odbora susreta dječjih pjevačkih zborova Mali kanat u Pazinu, međunarodnog natječaja zborova u Rovinju Chorus Inside, te na festivalu duhovne zborske glazbe Cro Patria u Splitu 2018. kao član žirija za ocjenu i odabir novih skladbi.
Izuzetno je plodan kao skladatelj, te piše djela za solo instrumente, komorna i orkestralna djela, te zborove. Djela mu se izvode diljem Hrvatske, a i šire (Ljubljana, Trst, Moskva, Reykjavik…). Redovni je član hrvatskog društva skladatelja.

## Djela
- Suonar za violinu solo (1998.), kojom postiže prvi značajniji međunarodni uspjeh
- Impromptu za klavir (2003.), zadana skladba za 3. EPTA-ino natjecanje u Osijeku
- Inventio za simfonijski orkestar (2007.) praizvedena u Reykjaviku
- Tanac II (2001.) za puhački orkestar, skladana za susret puh. orkestara u Novom Vinodolskom
- Sonata za dvije gitare (2009.), za koju je dobio nagradu Porin, a koju su snimili istaknuti gitaristi Ana i Viktor Vidović za Aquarius records
- Sonata za kontrafagot i klavir (2014.) praizvedena u Trstu

Osim toga, nagrađivane su mu i brojne skladbe – zborske skladbe na manifestaciji Naš kanat je lip u Poreču (Tri venca, Boru moj zeleni, Letuća beseda, Uspavanka, Pastirica, Slika), na festivalu duhovnih zborskih skladbi Cro Patria u Splitu (Bože koj' sjaj svoj daješ zvijezdama, Hvalospjev svetome Dujmu, Jesu redemptor, Svetoj Ceciliji, Nek bude svjetlo, Jutarnja molitva) na kojem je dobio i Jubilarnu Povelju povodm 20. godišnjice festivala, te na natječaju Ministarstva kulture (Ecce quam bonum i Laudate Dominum za zborove i opera Epulon kralj 2015.). Godine 1996. odlikovan je Redom Danice Hrvatske s likom Marka Marulića za doprinos u kulturi.
Njegova skladba Inventio za simfonijski orkestar dobila je nagradu koncertne dvorane Vatroslava Lisinskog 2006., a na natječaju Hrvatskog sabora kulture za puhačke orkestre dobiva nagrade za skladbe Olimfos (1999.), Tanac II (2001.) i Mala zavičajna uvertira (2012.). Osim toga dobitnik je i posebne nagrade za Sonatinu za klarinet i klavir praizvedenu na ciklusu mladih glazbenika mo. Vinko Lesić (2016./2017.)

## Vanjske poveznice
- https://mapu.unipu.hr/mapu/branko.okmaca